# Виконт Тёрсо

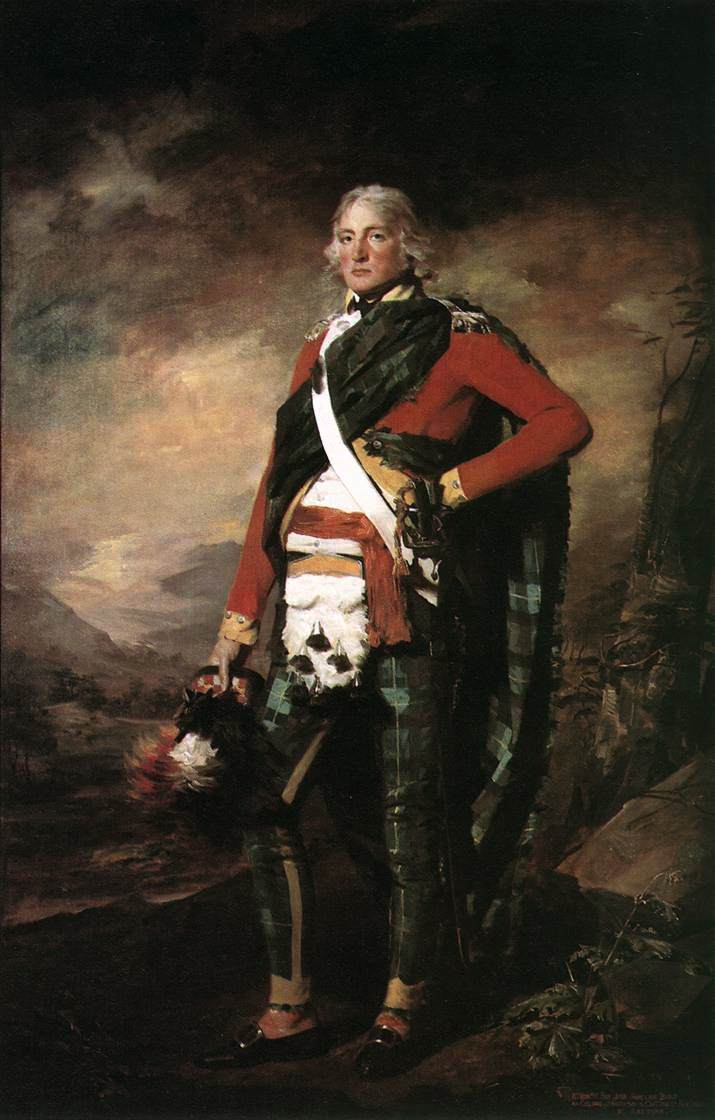
Сэр Джон Синклер, 1-й баронет 1754—1835), в 1795 году

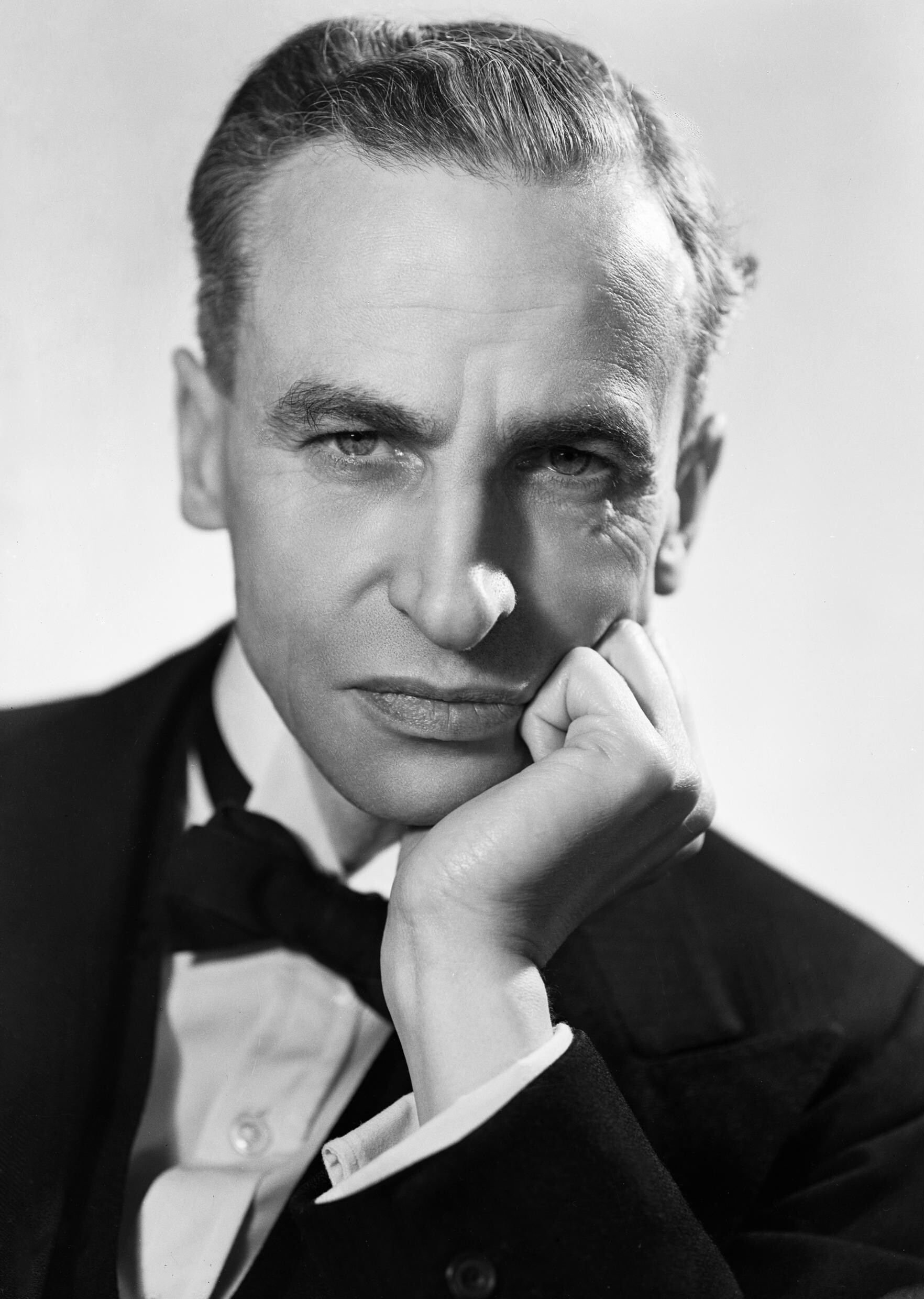
Арчибальд Генри Макдональд Синклер, 1-й виконт Тёрсо (1890—1970)

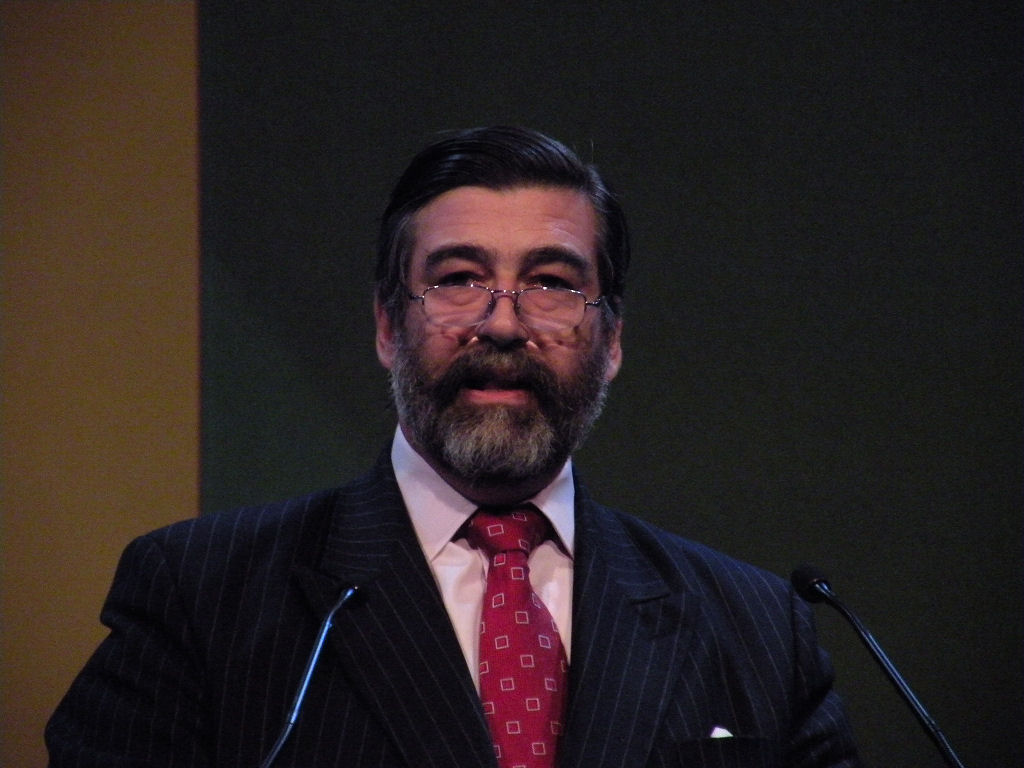
Джон Арчибальд Синклер, 3-й виконт Тёрсо (род. 1953)

Виконт Тёрсо из Улбстера в графстве Кейтнесс — наследственный титул в системе Пэрства Соединённого королевства.

## История
Титул виконта Тёрсо был создан 10 апреля 1952 года для шотландского либерального политика сэра Арчибальда Синклера, 4-го баронета (1890—1970). Он был депутатом Палаты общин от Кейтнесса и Сазерленда (1922—1945), министром по делам Шотландии (1931—1932), министром по воздуху (1940—1945), лидером Либеральной партии (1935—1945), председателем Шотландской Либеральной партии (1946—1965), лордом-лейтенантом графства Кейтнесс (1919—1964). Его сын, Робин Макдональд Синклер, 2-й виконт Тёрсо (1922—1995), занимал пост лорда-лейтенанта графства Кейтнесс (1973—1995).
По состоянию на 2024 год носителем титула являлся сын последнего, Джон Арчибальд Синклер, 3-й виконт Тёрсо (род. 1953), который сменил своего отца в 1995 году. Известный как Джон Тёрсо, либеральный демократ, он потерял своё место в Палате лордов Великобритании после принятия палатой акта 1999 года. Тем не менее, он был избран в 2001 году в Палату общин, став первым наследственным пэром Соединённого королевства, которому было разрешено заседать в Палате общин.
Титул баронета Синклера из Улбстера в графстве Кейтнесс (Баронетство Великобритании) был создан в 1786 году для предка первого виконта, шотландского политика и писателя Джона Синклера (1754—1835). Его сын, Джордж Синклер, 2-й баронет (1790—1868), и внук, Джон Джордж Синклер, 3-й баронет (1824—1912), представляли Кейтнесс в Палате Общин Великобритании. В 1952 году сэр Арчибальд Генри Макдональд Синклер, 4-й баронет, получил титул виконта Тёрсо.
Родовая резиденция — Орчард-коттедж в окрестностях Чампниса в графстве Хартфордшир.

## Баронеты Синклер из Улбстера (1786)
- 1786—1835: Сэр Джон Синклер, 1-й баронет (10 мая 1754 — 21 декабря 1835), старший сын Джорджа Синклера (ум. 1776) из Улбстера;
- 1835—1868: Сэр Джордж Синклер, 2-й баронет (28 августа 1790 — 23 октября 1868), старший сын предыдущего;
- 1868—1912: Сэр Джон Джордж Толлемач Синклер, 3-й баронет (8 ноября 1824 — 30 сентября 1912), старший сын предыдущего;
- 1912—1970: Сэр Арчибальд Генри Макдональд Синклер, 4-й баронет (22 октября 1890 — 15 июня 1970), единственный сын Кларенса Гренвилла Синклера (1858—1985), старшего сына 3-го баронета, виконт Тёрсо с 1952 года.

## Виконты Тёрсо (1952)
- 1952—1970: Арчибальд Генри Макдональд Синклер, 1-й виконт Тёрсо (22 октября 1890 — 15 июня 1970), единственный сын Кларенса Гренвилла Синклера (1858—1895), внук сэра Джона Джорджа Толлемаса Синклера, 3-го баронета;
- 1970—1995: Робин Макдональд Синклер, 2-й виконт Тёрсо (24 декабря 1922 — 29 апреля 1995), старший сын предыдущего;
- 1995 — настоящее время: Джон Арчибальд Синклер, 3-й виконт Тёрсо (род. 10 сентября 1953), старший сын предыдущего;
  - Наследник титула: достопочтенный Джеймс Александр Робин Синклер (род. 14 января 1984), старший сын предыдущего.